# Pieter Pauw

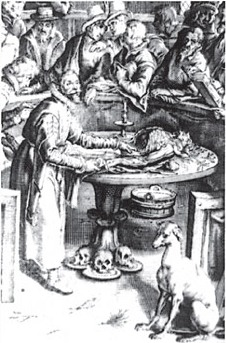
Rycina autorstwa Andreasa Stoga przedstawiająca Pietera Pauwa dokonującego publicznej sekcji w teatrze anatomicznym

Pieter Pauw (Petrus Pawius, ur. 1564 w Amsterdamie, zm. 1617) – niderlandzki lekarz, anatom i botanik. Nauki pobierał podróżując po Francji, Włoszech i Niemczech. W 1589 roku powrócił do Lejdy i objął stanowisko profesora anatomii i botaniki na tamtejszej akademii. Na stanowisku tym pozostał do śmierci w wieku 53 lat. Dokonywał sekcji zmarłych, a po tym gdy założył pierwszy teatr anatomiczny w północnej Europie w 1597 roku, także skazańców. Wyznawał poglądy Wesaliusza na anatomię. Poprawione wydanie dzieła Wesaliusza De humani corporis fabrica librorum epitome  służyło studentom Pauwa za podręcznik.
Pozostawił jeden z najstarszych opisów siatkówczaka. Był też autorem opisu moczówki prostej wtórnej do guza mózgu.